# Preporod (vokalni sastav)
Preporod je bh. vokalni oktet iz Sarajeva. Izvode djela bh. kulturnog stvarateljstva. Nastupali su po BiH, Austriji, Njemačkoj, Turskoj, Maroku i dr. Od 1995. godine umjetnička rukovoditeljica je dirigentica Samra Gulamović. Svoj prvi CD Preporod je objavio 2003. u produkciji javnog servisa BHT.